# NGC 6307
NGC 6307 est une galaxie lenticulaire barrée située dans la constellation du Dragon. Sa vitesse par rapport au fond diffus cosmologique est de 3 021 ± 31 km/s, ce qui correspond à une distance de Hubble de 44,6 ± 3,2 Mpc (∼145 millions d'al). NGC 6307 a été découverte par l'astronome prussien Heinrich Louis d'Arrest en 1861.
NGC 6306 et NGC 6307 forment une paire physique de galaxies,.